# 王士翹
王士翹（1501年—？），字民瞻，號吾厓、吾崖，江西吉安府永新縣民籍，安福縣人，明朝政治人物。

## 生平
嘉靖十三年（1534年）甲午科江西鄉試第三十五名舉人。嘉靖十七年（1538年）中式戊戌科會試第二百八十七名，登第三甲第十八名進士。授浙江瑞安縣知縣，二十四年十二月选授河南道试監察御史，巡视居庸三关，严斥堠，申条约，増筑城堡。巡按廣西，復除浙江道御史，三十七年九月升太僕寺少卿，遷大理寺右少卿，三十九年十月升本寺左少卿，四十年十二月升都察院右佥都御史、总理河道，四十二年四月升右副都御史、提督南京粮储，疏举方面官至四十五人，给事中赵灼劾其违例市恩，四十三年五月令致仕。

## 家族
曾祖王猷允；祖父王槐兆；父王寬，母劉氏；繼母朱氏。严侍下。兄王敏（官生）、王士俊（知府）。弟王士翱。